# Тойвонен, Маркус
Маркус Тойвонен (фин. Markus Toivonen; род. 15 ноября 1979, Хельсинки, Финляндия) — основатель и соло и ритм-гитарист финской фолк-/MDM группы Ensiferum. Он основал её в 1995 и является единственным из основателей, участвующих в ней. Является гитаристом и основным композитором, а также бэк-вокалистом — особенно много ему пришлось петь после ухода из группы Яри Маенпа в 2004 году. До сих пор Маркус активно подпевает Петри Линдроосу и Сами Хинкке чистым-вокалом, а также сам исполняет партии вокала.
Тойвонен также основал сайд-проект Speden Timantit и был членом недолго просуществовавшей блэк-/дэт-метал команды Soulstream.
Не следует путать Маркуса с его тёзкой, Маркусом Тойвоненом, гитаристом группы Scent of Flesh.

## Оборудование
Маркус использует электрогитару Jackson Guitars SL2H Soloist с звукоснимателями EMG, а также усилитель Crate Blue Voodoo 150w с кабинетом Mesa Dual Rectifier Cabinet. Реже Маркус использует гитару Washburn Dime 333 (Dimebag Darrel Signature) (на ней он играет на записи Wacken Open Air). С 2010 года спонсорами группы стала компания Ibanez. В связи с этим Маркус и Петри стали использовать гитары Ibanez  RG3550MZ и RGD2120Z